# Erkan Baş
Erkan Baş (ur. 14 lipca 1979 w Berlinie) – turecki polityk, nauczyciel akademicki, przewodniczący Partii Pracujących Turcji (TİP), deputowany do Wielkiego Zgromadzenia Narodowego Turcji z ramienia tej partii.

## Życiorys
Urodził się 14 lipca 1979 w Berlinie (RFN) w rodzinie boszniackich imigrantów pochodzących z Jugosławii, gdzie nosili nazwisko Jusovic. Jego ojciec był robotnikiem, który wyjechał w 1974 do Niemiec, a jego matka była gospodynią domową, która przez pewien czas była pracownicą tekstylną.
Erkan Baş chodził do szkoły podstawowej i średniej w Stambule, tam również ukończył studia pierwszego stopnia na Wydziale Literatury Uniwersytetu Stambulskiego. Przez pewien czas pracował jako gościnny wykładowca na Wydziale Nauk Humanistycznych i Społecznych Uniwersytetu Technicznego w Stambule. Został usunięty ze stanowiska przez administrację uczelni z powodu zaangażowania się w protest pracowników stołówki na uniwersytecie.

### Kariera polityczna
W młodym wieku został członkiem Socjalistycznej Partii Władzy (SİP), a następnie współuczestniczył przy jej przeorganizowaniu na Komunistyczną Partię Turcji (TKP). Działał w oddziale stambulskim, gdzie pełnił rolę sekretarza prowincji Stambuł, był członkiem Biura Organizacji i Komitetu Centralnego. Przemawiał w czasie protestów na placu Taksim z 1 maja 2008. Brał także udział w akcji studenckiej przeciwko obowiązkowemu hidżabowi w Ankarze.
W 2014 wewnątrz TKP doszło do konfliktu frakcji, w związku z czym jedna z nich – do której należał Baş – odłączyła się i założyła Ludową Komunistyczną Partię Turcji (HTKP). Erkan Baş został wybrany na jej przewodniczącego. W 2017 HTKP przekształcono w Partię Pracujących Turcji, w której Erkan Baş dalej pełnił rolę przewodniczącego.
Podczas wyborów powszechnych w Turcji w 2018 startował do parlamentu z listy wyborczej Ludowej Partii Demokratycznej (HDP), w których uzyskał mandat w okręgu stambulskim.